# Alexandra Wilson
Alexandra Wilson (Pasadena (Californië), 17 juli 1968) is een Amerikaanse actrice.

## Carrière
Wilson is begonnen met acteren in de televisieserie Mike Hammer. Hierna heeft ze nog meerdere rollen gespeeld in televisieseries en films zoals Loving (1987-1989), Beverly Hills, 90210 (1992), Small Soldiers (1998), Salt (2006).

## Filmografie

### Films
- 2013 Life Inside Out - als Vicky
- 2006 Salt – als Phoebe
- 2002 Ocean Park – als Jolette/Davia Delacroix
- 1998 The Christmas Wish – als Julia
- 1998 Small Soldiers – als mrs. Kegel
- 1998 In My Sister's Shadow – als Laurie Conner
- 1997 The Second Civil War – als Caroline Dawes

### Televisieseries
Uitgezonderd eenmalige gastrollen.
- 1998 – 1999 Mercy Point – als dr. Dru Breslauer – 8 afl.
- 1995 University Hospital – als Sam McCormick – 9 afl.
- 1992 Beverly Hills, 90210 – als Brooke Alexander – 3 afl.
- 1991 – 1992 Homefront – als Sarah Brewer – 19 afl.
- 1988 - 1991 Another World - als Josie Watts - 21 afl.
- 1987 – 1989 Loving – als April Hathaway - 5 afl.

- Library of Congress Control Number: no2012015136
- Virtual International Authority File: 232179929
- WorldCat: E39PBJt8kgtwk8dghqw77648YP